# The Murder Junkies
The Murder Junkies – amerykański zespół punkrockowy, założony w 1990 roku. Zespół ten jest znany przede wszystkim z tego, iż był to ostatni zespół w którym uczestniczył GG Allin przed śmiercią. Obecnie grają utwory z repertuaru GG oraz swoje własne utwory.

## Początek działalności zGG Allinem(1990–1993)
Zespół powstał by wspierać GG Allina na scenie po jego wyjściu z więzienia w 1990. Pierwszy skład składał się z gitarzysty „Chicken” Johna Rinaldi, starszego brata GG, Merle Allina na basie i perkusisty Donalda „Dino Sex” Sachsa. Rinaldi odszedł z projektu w 1991, wyrażając negatywne opinie o filmie dokumentalnym Hated: GG Allin and the Murder Junkies. Został zastąpiony przez Williama Webera. Dee Dee Ramone został również zatrudniony do gry na gitarze w tym samym czasie co Weber, ale wkrótce potem zrezygnował, nie grając żadnych koncertów z zespołem. W 1993 nagrali jedyny album studyjny z GG Allinem przed jego śmiercią – Brutality and Bloodshed for All. Po śmierci GG z przedawkowania wyruszyli w trasę koncertową.

## Działalność po śmierciGG Allina(1993–1999)
Zespół musiał rekrutować nowego wokalistę na miejsce GG. Został nim basista The Deined. Wydali minialbum Feed My Sleaze w 1995 roku. W następnym roku wydali singiel „The Right To Remain Violent". Koncertowali do 1999 często zmieniając wokalistów (między innymi Mike'a Hudsona, Jeffa Claytona z Antiseen i JB Beverleya). W 1999 zakończyli działalność. 

## Powrót i działalność do teraz (od 2003)
Zespół powrócił na scenę kwietniem 2003 roku w 10. rocznicę śmierci GG i prowadzi działalność do dnia obecnego. Obecnie w skład zespołu wchodzą Merle Allin, Sachs, gitarzysta Benjamin „FC Murder” Bunny i kolejny wokalista PP Duvay. W tym składzie wydali albumy Road Killers w 2011 roku, „A Killing Tradition” w 2013 i „Killing For Christ Sakes” w 2014. 

## Dyskografia
- Brutality and Bloodshed for All (z GG Allin) (LP / 1993)
- Terror in America – Live in the USA 1993 (z GG Allin) (LP / 1993)
- Hated: Soundtrack (LP / 1993)
- Hated: GG Allin and the Murder Junkies (film dokumentalny / 1994)
- Feed My Sleaze (minialbum, później wydany z dodatkowymi utworami jako CD / 1995)
- The Right to Remain Violent (7 "EP / 1996)
- The Sons and Daughters of this Savage Land (V / A featuring the Murder Junkies) (LP / 1996)
- European Invasion 2005 (DVD / 2006)
- Road Killer (CD / LP / 2011)
- A Killing Tradition (CD / LP / 2013)
- Gut Pit (7 "EP / 2014)
- Killing for Christ Sakes (CD / LP / 2014)